# Liste von Sprengstoffanschlägen im Jahr 2024
Die Liste von Sprengstoffanschlägen im Jahr 2024 erfasst Anschläge mit Sprengladungen und anderen Spreng- und Brandvorrichtungen gegen Einrichtungen und Ansammlungen von Menschen, die im Jahr 2024 passierten. Zu den Formen zählen unter anderem Auto- und Rucksackbomben. Siehe auch Liste von Anschlägen auf Verkehrsflugzeuge.

## Liste
| Datum    | Ereignis                                                                                                 | Ort                    | Staat                        | Tote     | Verletzte | Anmerkung, Quellen |
| -------- | --- | ---------------------- | ---------------------------- | -------- | --------- | ------------------ |
| 3. Jan.  | Bombenanschläge in Kerman 2024                                                                           | Kerman                 | Iran                         | 89       | 284       |                    |
| 23. Jan. | Mörserangriff auf Dorf                                                                                   | Nord-Kivu              | Demokratische Republik Kongo | 19       | 26        | [ 1 ]              |
| 28. Jan. | Drohnenangriff auf US-Militärstützpunkt                                                                  | Rukban                 | Jordanien                    | 3        | 34        | [ 2 ]              |
| 6. Feb.  | Sprengstoffanschlag auf Markt                                                                            | Mogadischu             | Somalia                      | 10       | 20        | [ 3 ]              |
| 7. Feb.  | Bombenanschläge in Belutschistan 2024                                                                    | Belutschistan          | Pakistan                     | 28       | 40        |                    |
| 21. Mrz. | Selbstmordattentat auf New-Kabul-Bank-Filiale                                                            | Kandahar               | Afghanistan                  | 21       | 50        | [ 4 ]              |
| 22. Mrz. | Anschlag mit Schusswaffen und Sprengstoff auf Soldaten                                                   | Téguey                 | Niger                        | 23       | 17        | [ 5 ]              |
| 30. Mrz. | Anschlag mit Autobombe auf Markt                                                                         | Aʿzāz                  | Syrien                       | 7        | 30        | [ 6 ]              |
| 3. Mai   | Sprengstoffanschläge auf Flüchtlingslager                                                                | Nord-Kivu              | Demokratische Republik Kongo | 12       | 20+       | [ 7 ]              |
| 5. Jun.  | Artillerieangriff auf Dorf, Krankenhaus, Markt, Soldaten und Zivilisten                                  | al-Dschazira           | Sudan                        | 150–200+ | 200+      | [ 8 ]              |
| 7. Jun.  | Artillerieangriff auf Zivilisten                                                                         | Khartum                | Sudan                        | 40       | 50        | [ 9 ]              |
| 7. Jun.  | Selbstmordattentate auf Hochzeit, Krankenhaus und Trauerfeier                                            | Gwoza                  | Nigeria                      | 32       | 42        | [ 10 ] [ 11 ]      |
| 14. Jul. | Selbstmordattentat mit Autobombe auf Café und Public Viewing                                             | Mogadischu             | Somalia                      | 8 (+1)   | 20        | [ 12 ]             |
| 22. Jul. | Anschläge mit 4 Autobomben auf Militärstützpunkte                                                        | Jubaland               | Somalia                      | 35 (+80) |           | [ 13 ]             |
| 27. Jul. | Artillerieangriff auf Märkte, Krankenhäuser und Wohngebäude                                              | al-Fāschir             | Sudan                        | 22       | 75        | [ 14 ]             |
| 2. Aug.  | Anschlag in Mogadischu im August 2024                                                                    | Mogadischu             | Somalia                      | 38 (+6)  | 212       | [ 15 ]             |
| 17. Aug. | Sprengstoffanschlag auf Teehaus                                                                          | Mogadischu             | Somalia                      | 20       | 10+       | [ 16 ]             |
| 9. Sep.  | Artillerieangriff auf Zivilisten                                                                         | Sannar                 | Sudan                        | 31       | 100       | [ 17 ]             |
| 17. Sep. | Anschlag mit Autobombe auf Militärstützpunkt                                                             | Departamento de Arauca | Kolumbien                    | 2        | 27        | [ 18 ]             |
| 10. Okt. | Anschlag mit Schusswaffen, Raketen und Handgranaten auf Bergwerk                                         | Belutschistan          | Pakistan                     | 21       | 6         | [ 19 ]             |
| 23. Okt. | Anschlag mit Sturmgewehren, Handgranaten und Sprengsätzen auf Turkish-Aerospace-Industries-Hauptquartier | Ankara                 | Türkei                       | 5 (+2)   | 22        | [ 20 ]             |
| 9. Nov.  | Selbstmordattentat auf den Hauptbahnhof Quetta                                                           | Quetta                 | Pakistan                     | 26 (+1)  | 62        | [ 21 ]             |
| 9. Dez.  | Sprengstoffanschlag auf Tankstelle                                                                       | Khartum                | Sudan                        | 28       | 37        | [ 22 ]             |
| 10. Dez. | Artillerieangriff auf Markt, Passagierbus und Zivilisten                                                 | Omdurman               | Sudan                        | 65       | 200+      | [ 23 ]             |
| 13. Dez. | Raketenangriff auf Krankenhaus                                                                           | al-Fāschir             | Sudan                        | 9        | 20        | [ 24 ]             |
| 30. Dez. | Raketenangriff auf Krankenhaus                                                                           | Khartum                | Sudan                        | 9        | 121       | [ 25 ]             |